# Дмитриевка (Пестравский район)
Дмитриевка — село в Пестравском районе Самарской области. Входит в состав сельское поселение Мосты. 

## География
Находится на правом берегу реки Большой Иргиз на расстоянии примерно 22 километра по прямой на юго-запад от районного центра села Пестравка.

## История
Основана в XIX веке, во второй половине того века в деревне было 46 дворов, в которых проживало 303 человека . 

## Население
Постоянное население составляло 33 человека (русские 85%) в 2002 году, 35 в 2010 году.